# Tomasz Czubak
 Tomasz Czubak (Słupsk, 16 de dezembro de 1973) é um ex-velocista polonês especializado nos 400 m rasos. Foi campeão mundial do revezamento 4x400 m no Campeonato Mundial de Atletismo de 1999 em Sevilha, Espanha. A equipe polonesa integrada por Czubak, Robert Maćkowiak, Jacek Bocian e Piotr Haczek chegou originalmente na segunda colocação, atrás do revezamento dos Estados Unidos. Em 2008, Antonio Pettigrew, um dos integrantes daquele revezamento norte-americano, testemunhou contra o seu ex-treinador Trevor Graham - ex-velocista e medalhista olímpico - no caso BALCO, um escândalo de dopagem ocorrido entre atletas dos Estados Unidos em 2002. Pettigrew admitiu que competiu dopado entre 1997 e 2001, incluindo o Campeonato Mundial de Sevilha. A equipe americana foi desclassificada  e as medalhas de ouro entregues aos poloneses.